# Струково (Оренбургская область)
Струково — село в Оренбургском районе Оренбургской области. Административный центр Струковского сельсовета.

## География
Село расположено недалеко от районного центра — Оренбурга.
Часовой пояс
Село Струково как и вся Оренбургская область, находится в часовой зоне МСК+2. Смещение применяемого времени относительно UTC составляет +5:00.

## Население
| 2010 |
| ---- |
| 491  |